# موريتانيا في الألعاب البارالمبية الصيفية 2012
تنافست موريتانيا في دورة الألعاب البارالمبية الصيفية 2012 في لندن بالمملكة المتحدة من 29 أغسطس إلى 9 سبتمبر 2012. حيث شارك اثنان من لاعبي ألعاب القوى أحدهما ذكر والآخر أنثى في منافسات دفع الجلة ورمي الرمح على التوالي.
شاركت موريتانيا في الألعاب البارالمبية لأول مرة في الألعاب البارالمبية الصيفية لعام 2000 في سيدني. وتنافست البلاد مرة أخرى في عام 2004 بممثل وحيد. ولم تشارك موريتانيا في الألعاب البارالمبية الصيفية لعام 2008 كما لم تشارك قط في الألعاب البارالمبية الشتوية. ولم يسبق لأي موريتاني أن فاز بميدالية بارالمبية.

## ألعاب القوى
تم تصنيف الرياضيين حسب نوع ومدى إعاقتهم. كما سمح نظام التصنيف للرياضيين بالتنافس ضد آخرين لديهم مستوى مماثل من الوظائف.
| رياضي          | حدث                       | علامة | نقاط | رتبة |
| -------------- | ------------------------- | ----- | ---- | ---- |
| سيدي محمد بلال | دفع الجلة للرجال أف57-58  | 5.63  | 115  | 18   |
| فاطمة مبودج    | رمي الرمح للسيدات أف57-58 | 7.59  | 23   | 18   |